# Chion
Chion (en grec ancien Χίων / Khíôn) est un disciple de Platon, chef d'un commando-suicide qui assassina en 353 av. J.-C. Cléarque, tyran d'Héraclée Pontique, en Bithynie (actuelle Karadeny Ereglisi, en Turquie).
Dix-sept lettres apocryphes d'époque romaine nous sont parvenues, racontant une sorte de roman épistolaire l'histoire romancée de ce personnage : les Lettres de Chion d'Héraclée.

## Source
- Justin, Abrégé des Histoires philippiques de Trogue Pompée [détail des éditions] [lire en ligne] (XVI, 5, 12–18)